# Párolgás

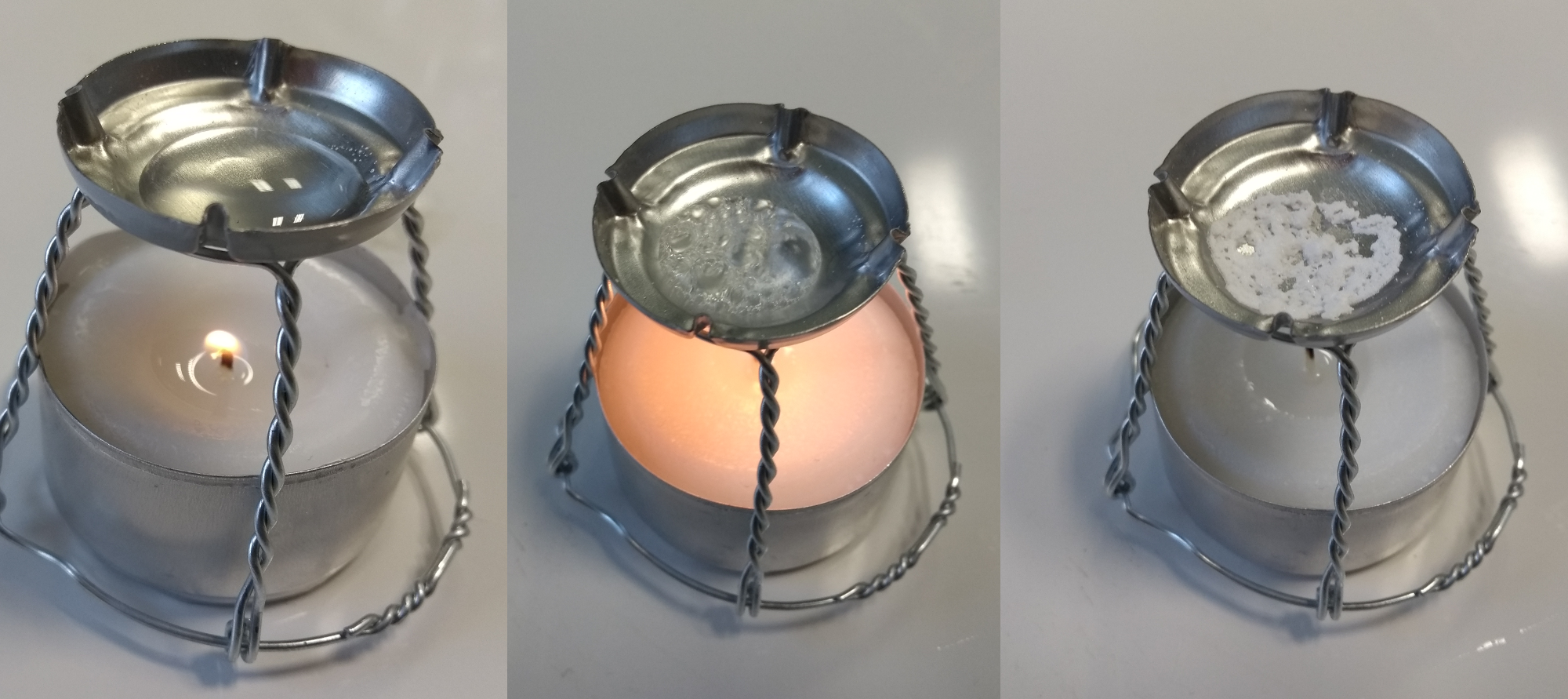
Párolgás demonstrációja gyertyával

A párolgás a folyékony anyagok felszínén lévő részecskék hő hatására bekövetkező halmazállapot-változása légnemű állapotba. Az adott folyadék részecskéinek hőmozgása során a részecskék energiát adnak le, illetve vesznek fel az ütközéseikből adódóan. Ha a felszínen lévő részecskék elegendő energiát gyűjtenek össze, hogy leküzdjék a gőznyomást, akkor a folyadékból kilépve a környező gáztérbe (legtöbbször levegőbe) kerülnek. A folyadék energiája a részecskék távozásához szükséges energiával egyenlő mértékben lecsökken, amely miatt a folyadék veszít a hőmérsékletéből is. Ha a környező gáz telített a párolgó folyadék gőzével, akkor a folyamat nem tud lejátszódni, illetve folytatódni.
Az élettan a légzőszervek (tüdők) és a bőr útján történő kipárolgási folyamatát ismeri; a kilélegzett levegő szénsavat, ammóniát és kis mértékben más összetevőket is tartalmaz. A bőr útján főleg a verejtékmirigyek váladéka kerül izzadságként a bőr felszínére. A kipárolgás függ a levegő száraz vagy nedves voltától; a magas hőmérséklet, alkoholos italok fogyasztása, a fizikai megerőltetés fokozzák a bőr útján történő párolgást.